# Whaler Channel
Der Whaler Channel (englisch für Walfängerkanal) ist die nördlichste von drei kleinen Meerengen an der Nordküste Südgeorgiens, die in der Stromness Bay zum Husvik Harbor führen. Die beiden anderen sind der Alert Channel und der Main Channel im Süden.
Der Name dieses Wasserwegs findet sich erstmals in Kartenmaterial der britischen Admiralität aus dem Jahr 1930.